# Jelena Nikolić
Jelena Nikolić; serbs. Јелена Николић; (ur. 13 kwietnia 1982 w Belgradzie) – serbska siatkarka, reprezentantka kraju. Występuje na pozycji przyjmującej. Mistrzyni (2011) oraz wicemistrzyni (2007) Europy, brązowa medalistka Mistrzostw Świata (2006). Uczestniczka Igrzysk Olimpijskich w Pekinie (2008). 

## Życie prywatne
W 2012 roku siatkarka zdecydowała się na przerwę w karierze z powodu ciąży. Jej mężem jest Petar Nenadić, serbski piłkarz ręczny. W 2013 r. urodziła syna Aleksę.

## Sukcesy klubowe
Liga Mistrzyń:
- 2011
- 2014
- 2003

Puchar Francji:
- 2005

Liga francuska:
- 2005

Liga turecka:
- 2014
- 2010, 2011, 2012

Klubowe Mistrzostwa Świata:
- 2013
- 2011

Superpuchar Turcji:
- 2013

Puchar Turcji:
- 2014

Liga azerska:
- 2015

## Sukcesy reprezentacyjne
Mistrzostwa Świata:
- 2006

Mistrzostwa Europy:
- 2011
- 2007
- 2015

Letnia Uniwersjada:
- 2009

Liga Europejska:
- 2009, 2010, 2011

Grand Prix:
- 2011, 2013

Igrzyska Europejskie:
- 2015

Puchar Świata:
- 2015

Igrzyska Olimpijskie:
- 2016

## Nagrody indywidualne
- 2010: MVP i najlepsza przyjmująca Ligi Europejskiej
- 2011: Najlepsza punktująca Final Four Ligi Mistrzyń